# Iniciativa global para combatir el terrorismo nuclear
La Iniciativa Global para Combatir el Terrorismo Nuclear (GICNT por sus siglas en inglés: Global Initiative to Combat Nuclear Terrorism) es una alianza internacional, creada en 2006, compuesta de 89 países y 6 organizaciones internacionales que actúan como observadoras, cuyo propósito es mejorar las capacidades nacionales e internacionales para la prevención, la detección y la respuesta de posibles atentados terroristas nucleares. Los miembros se unen a la iniciativa suscribiendo su Declaración de Principios, un amplio conjunto de objetivos en materia de seguridad nuclear. Asimismo, los Estados miembros organizan y celebran en su territorio talleres y conferencias para compartir buenas prácticas para implementar la Declaración de Principios. La GICNT también realiza reuniones plenarias para debatir mejoras y modificaciones de la alianza.
La GICNT está copresidida por la Federación Rusa y los Estados Unidos. En 2010 se creó un Grupo de Implementación y Evaluación, que ha sido dirigido sucesivamente por España, Corea del Sur y los Países Bajos.

## Visión general
El 16 de julio de 2006, el presidente de Estados Unidos, George W. Bush y el presidente de la Federación Rusa, Vladímir Putin, anunciaron conjuntamente la creación de la Iniciativa Global para Combatir el Terrorismo Nuclear (GICNT). La GICNT es una iniciativa voluntaria que persigue fomentar la cooperación internacional de cara a impedir la adquisición, el transporte o el uso de materiales nucleares o sustancias radioactivas por parte de terroristas, así como disuadir ataques contra instalaciones nucleares y dar respuesta a incidentes que impliquen el uso de materiales nucleares o radiológicos. Los miembros de la GICNT trabajan para unir la experiencia y los conocimientos de los ámbitos de la no proliferación, el desarme y el contraterrorismo. Además, persigue reforzar las actividades y las instituciones globales a través de la integración de las capacidades y recursos colectivos, y mantener una red de socios con la que compartir información y experiencia mediante compromisos legales no vinculantes.
Los 13 estados fundadores se reunieron en Rabat (Marruecos), los días 30 y 31 de octubre de 2006 para la primera reunión plenario, acordando un marco de actuación para la alianza y un sistema para la organización de eventos y el seguimiento de los progresos nacionales. Como fruto de este encuentro se adoptó la Declaración de Principios de la Iniciativa, a la que puede sumarse cualquier país para integrarse como miembro de ésta.

## Declaración de principios[3]
- Desarrollar, en caso de ser necesario, y mejorar la rendición de cuentas, el control, y los sistemas de protección física de los materiales y sustancias nucleares o radioactivos.
- Reforzar la seguridad de las instalaciones nucleares civiles.
- Mejorar la capacidad para detectar materiales y sustancias nucleares o radioactivos para evitar el tráfico ilícito de los mismos; e incluir la cooperación en la investigación y el desarrollo de capacidades nacionales de detección que sean interoperables.
- Mejorar las capacidades de los participantes para buscar, confiscar y establecer un control seguro sobre materiales y sustancias nucleares o radiactivos ilegalmente retenidos o dispositivos que los utilicen.
- Impedir la provisión de refugio a los terroristas y de recursos financieros o económicos a los terroristas que buscan adquirir o utilizar materiales y sustancias nucleares y otros radiactivos.
- Asegurar marcos legales y regulatorios nacionales adecuados respectivos, que sean suficientes para prever la implementación de la responsabilidad penal y, en su caso, civil apropiada para los terroristas y quienes faciliten actos de terrorismo nuclear.
- Mejorar las capacidades de los participantes para responder, mitigar e investigar, en casos de ataques terroristas que involucren el uso de materiales y sustancias nucleares y otros radiactivos, incluido el desarrollo de medios técnicos para identificar materiales y sustancias nucleares y otros radiactivos que estén o puedan estar involucrados en el incidente.
- Promover el intercambio de información relacionada con la represión de los actos de terrorismo nuclear y su facilitación, tomando las medidas adecuadas de conformidad con su legislación nacional y sus obligaciones internacionales para proteger la indemnidad de cualquier información que intercambien confidencialmente.

## Estados miembros[4]
| - Afganistán - Albania - Alemania - Arabia Saudí - Argelia - Argentina - Armenia - Australia - Austria - Azerbaiyán - Baréin - Bielorrusia - Bélgica - Bosnia y Herzegovina - Bulgaria - Camboya - Canadá - Cabo Verde - Chile - China - Chipre - Corea del Sur - Costa de Marfil - Croacia - Dinamarca - Eslovaquia - Eslovenia - Emiratos Árabes Unidos - España | - Estados Unidos - Estonia - Filipinas - Finlandia - Francia - Georgia - Grecia - Hungría - Islandia - India - Irak - Irlanda - Israel - Italia - Japón - Jordania - Kazajistán - Kirguistán - Letonia - Libia - Lituania - Luxemburgo - Macedonia del Norte - Madagascar - Malasia - Malta - Mauricio - México - Montenegro | - Marruecos - Nepal - Noruega - Nueva Zelanda - Países Bajos - Pakistán - Palaos - Panamá - Polonia - Portugal - Reino Unido - República Checa - Rumania - Rusia - Serbia - Seychelles - Singapur - Sri Lanka - Suecia - Suiza - Tayikistán - Tailandia - Turquía - Turkmenistán - Ucrania - Uzbekistán - Vietnam - Zambia |

## Organizaciones internacionales observadoras[4]
- Unión Europea
- Agencia Internacional de la Energía Atómica
- Interpol
- Instituto Interregional de las Naciones Unidas para Investigaciones sobre la Delincuencia y la Justicia
- Oficina de las Naciones Unidas contra el Terrorismo
- Oficina de Naciones Unidas contra la Droga y el Delito